# The Kelly Family
The Kelly Family är en europeisk-amerikansk musikgrupp som består av familjemedlemmar ur flera generationer. De som spelar en repertoar av rock, pop och folkmusik. De har sålt över 20 miljoner exemplar av sina album sedan början av 1980-talet.
Gruppen startade 1974 efter att amerikanerna Barbara och Daniel Kelly Sr tillsammans med fyra barn från Dans tidigare äktenskap - Danny (Daniel Jr), Caroline, Kathy och Paul - 1966 flyttade från USA till Spanien. Tillsammans fick Barbara och Daniel ytterligare åtta barn. Familjen reste runt i Europa i sin dubbeldäckare och spelade på gator och torg.
Deras första stora hit kom 1980 med låten Who'll Come With Me (David's Song) som nådde första plats på skivlistorna i Nederländerna och Belgien och topp 20 i Tyskland.
Barbara Kelly dog 1982 av cancer, och Daniel Kelly 2002 (efter att ha fått ett slaganfall 1990) då barnen fortsatte ensamma. Under 1990-talet fick gruppen sin största framgång hittills. Deras album Over the Hump från 1994 har sålt mer än 3,5 miljoner exemplar bara i Tyskland och 4,5 miljoner exemplar i hela Europa. 2000 splittrades gruppen, men de samlades igen till spelningar i Tyskland 2007. Många av gruppens medlemmar har sedan startat egna solokarriärer.
Efter en lång period då de inte uppträdde tillsammans gjorde gruppen gemensam comeback i programmet Schlager Countdown i tyska TV-kanalen ARD 25 mars 2017, med Florian Silbereisen som programledare. 

## Medlemmar
- Daniel Jerome "Dan" Kelly, född 11 oktober 1930 i Erie, Pennsylvania, USA – död 5 augusti 2002 i Köln, Tyskland
- Barbara Ann Kelly, född 2 juni 1946 i Fitchburg, Massachusetts, USA – död 10 november 1982 i Spanien

### Barn
- Daniel Jerome "Danny" Kelly, Jr., född 1961 i USA. Han följde aldrig med på turné på grund av hälsoskäl.
- Caroline Kelly, född 1962 i USA, lämnade gruppen tidigt.
- Kathleen Ann "Kathy" Kelly, född 6 mars 1963 i Leominster, Massachusetts, USA
- Paul Kelly, född 16 mars 1964 i USA, lämnade gruppen tidigt men gick efter många år med igen.
- John Michael "Johnny" Kelly, född 8 mars 1967 i Talavera de la Reina i Spanien - Lämnade bandet för att starta en ny karriär tillsammans med sin fru Maite Itoiz, född 27 januari 1975
- Maria "Patricia" Kelly, född 25 november 1969 i Spanien
- James Victor "Jimmy“ Kelly, född 18 februari 1971 i Spanien
- Joseph Maria “Joey" Kelly, född 20 december 1972 i Toledo i Spanien
- Barbara Ann "Barby“ Kelly, född 28 april 1975 i Spanien, lämnade bandet 2002 av hälsoskäl och avled 15 april 2021.
- Michael Patrick "Paddy“ Kelly, född 5 december 1977 i Dublin, Irland - Lämnade gruppen 2004 för att gå i kloster och studera teologi. Han återupptog sin musikaliska karriär 2010.[1]
- "Maite" Star Kelly, född 4 december 1979 i Berlin i dåvarande Östtyskland
- "Angelo" Gabriele Kelly, född 23 december 1981 i Pamplona i Spanien

## Galleri

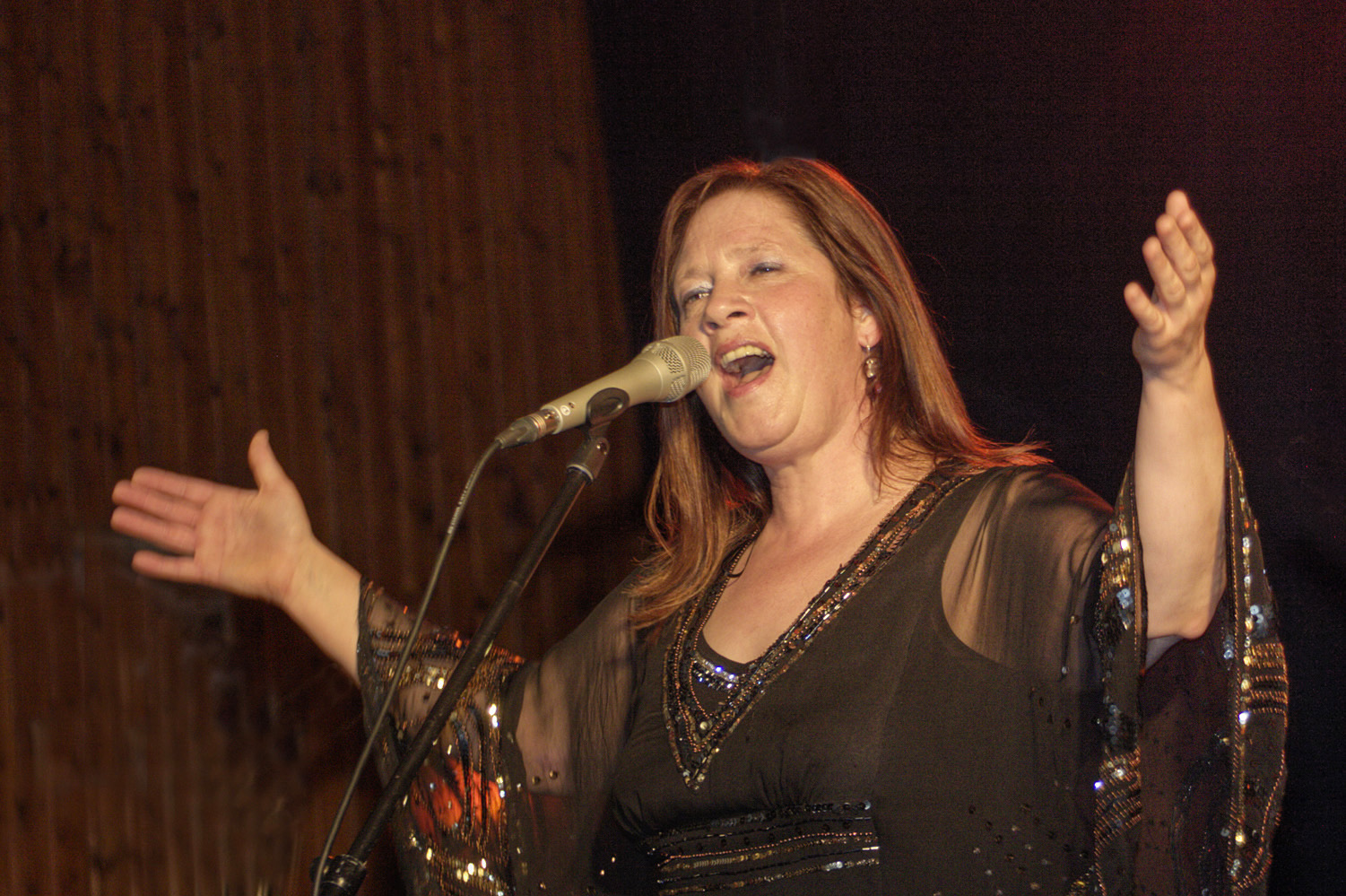
Kathy Kelly, 2010
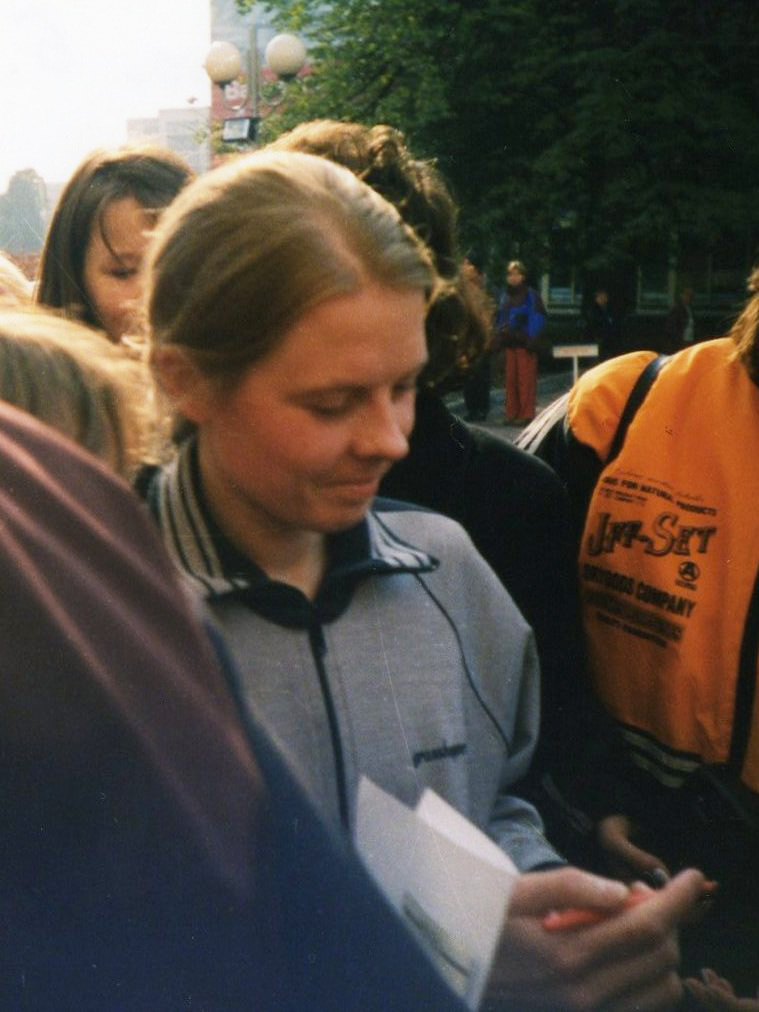
Patricia Kelly, 1997
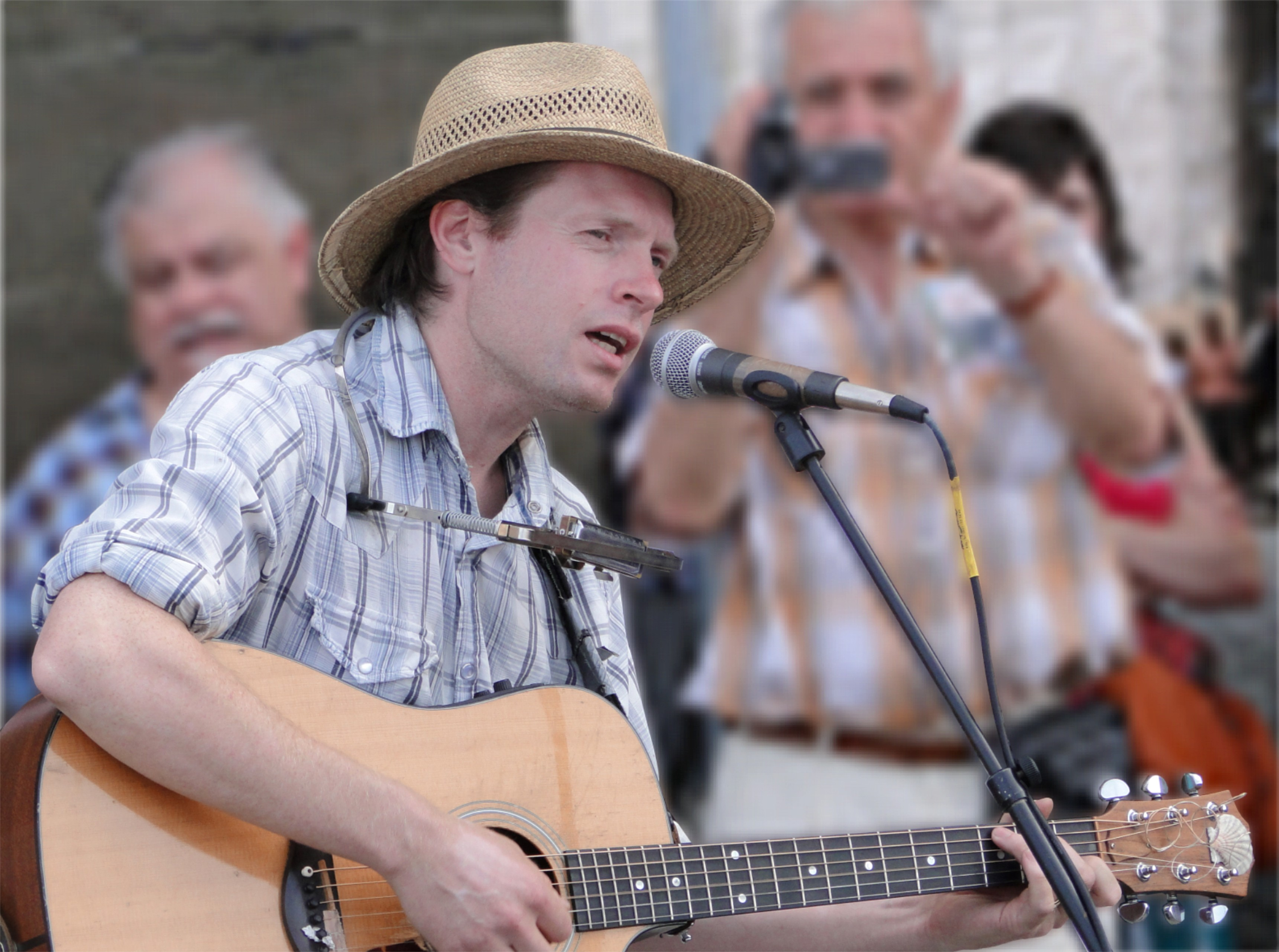
Jimmy Kelly, 2009
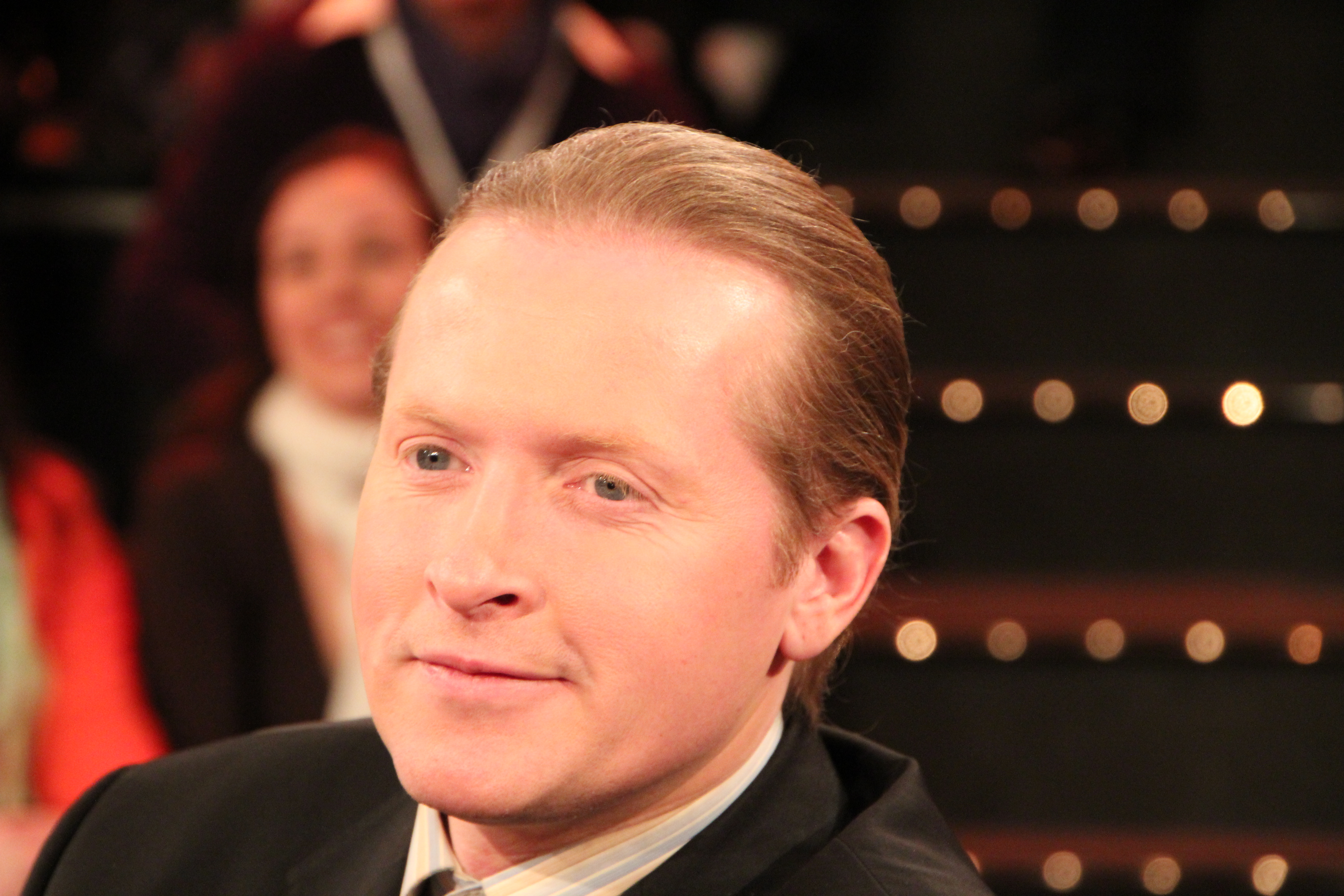
Joey Kelly, 2011
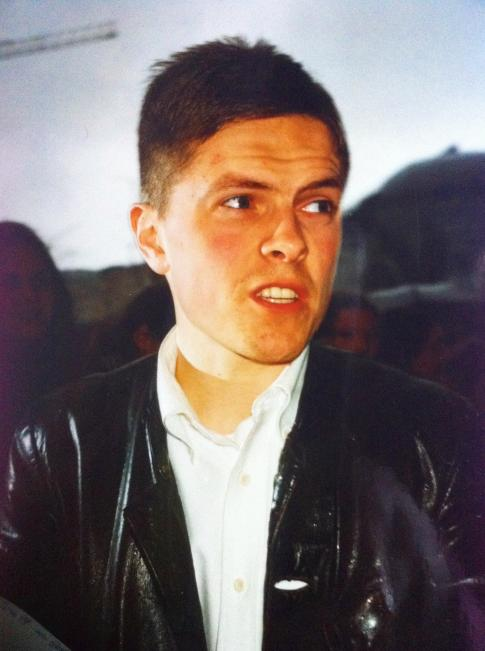
Paddy Kelly, 2002
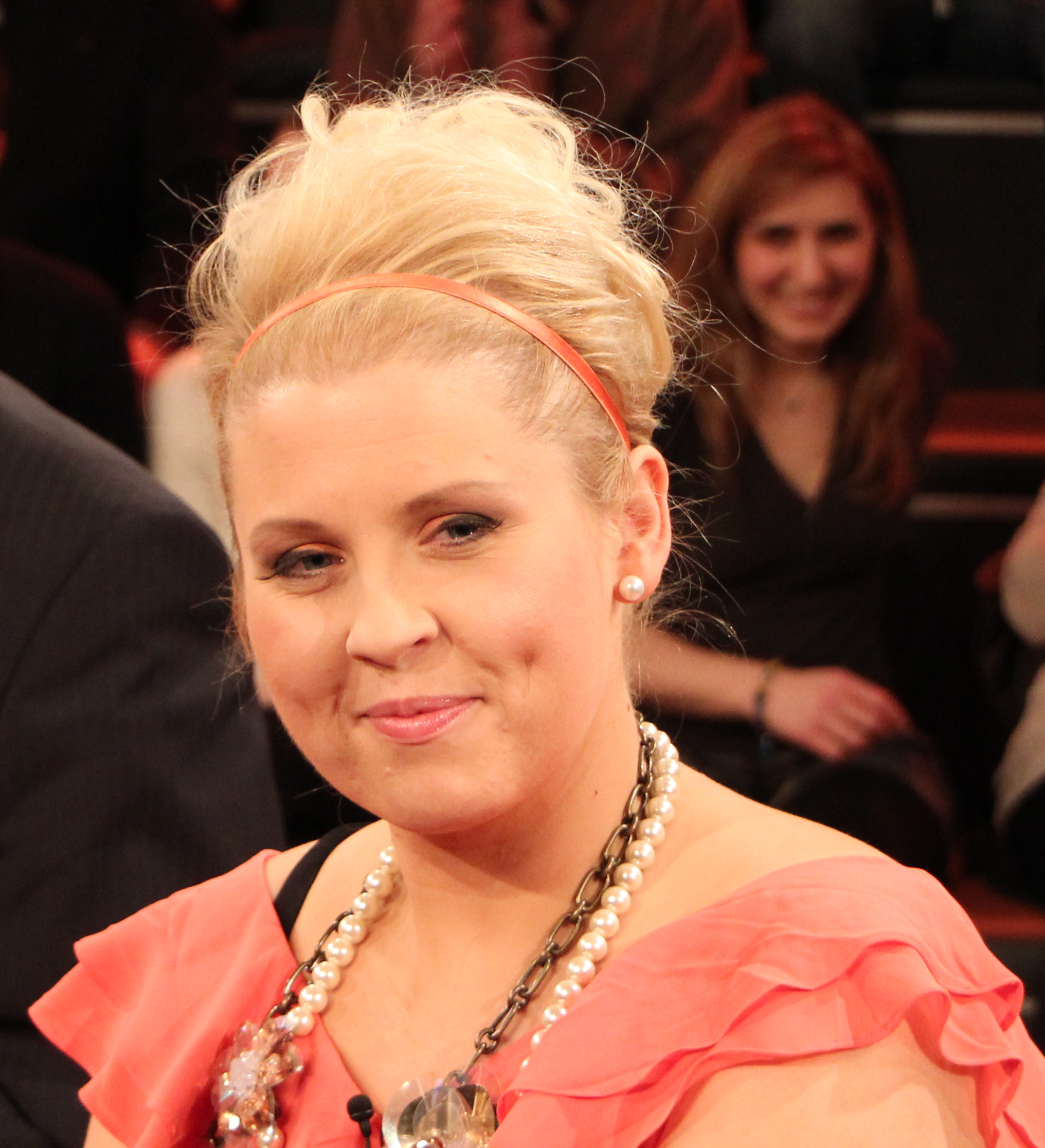
Maite Kelly, 2011
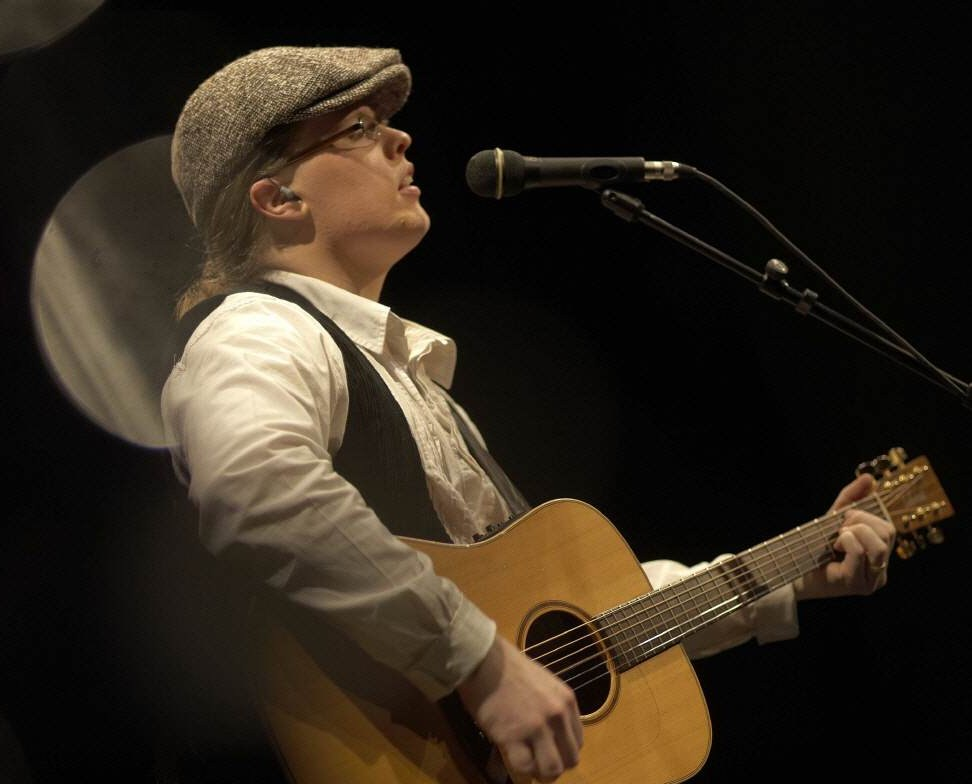
Angelo Kelly, 2009
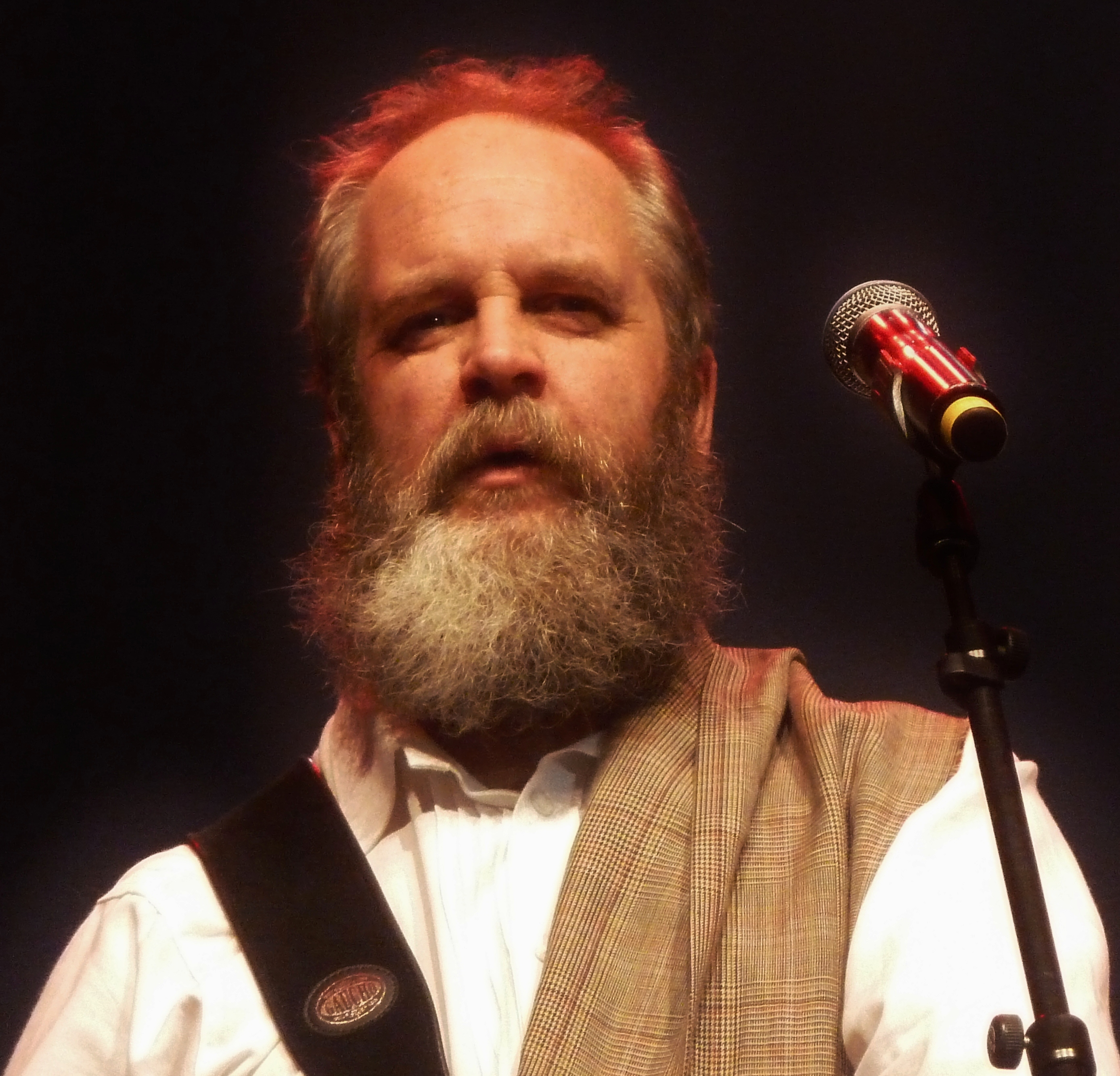
Paul Kelly, 2012